# Коса (Болградський район)
Коса́ — село Криничненської сільської громади, у Болградському районі Одеської області України. Населення становить 105 осіб.

## Історія
19 липня 2020 року, в результаті адміністративно-територіальної реформи і ліквідації Болградського (1940  – 2020) району, село увійшло до складу новоутвореного Болградського району.

## Населення
Згідно з переписом 1989 року населення села становило 281 особа, з яких 127 чоловіків та 154 жінки.
За переписом населення 2001 року в селі мешкали 242 особи.

### Мова
Розподіл населення за рідною мовою за даними перепису 2001 року:
| Мова       | Відсоток |
| ---------- | -------- |
| російська  | 92,56 %  |
| українська | 2,48 %   |
| румунська  | 2,48 %   |
| білоруська | 0,83 %   |
| болгарська | 0,83 %   |
| гагаузька  | 0,83 %   |